# Glycerolestrar av trähartser
Glycerolestrar av trähartser är ett emulgeringsmedel och stabiliseringsmedel med e-numret E445. Tillsatsen används för att inte de eteriska oljorna i läsk skall bilda ringar högst upp i flaskan samt på citroner som ytbehandling. Den tillverkas av harts från barrträd tillsammans med glycerol som kan framställas från svin.
Tillsatsen är tillåten i flera länder, men har länge ansetts tveksam av JECFA. JECFA gav den ett ADI på 25 mg/kg kroppsvikt, som SCF ändrade till 12.5 mg/kg kroppsvikt. Den får användas i alkoholhaltiga drycker och läsk med 100 mg/l.